# Camden (band)

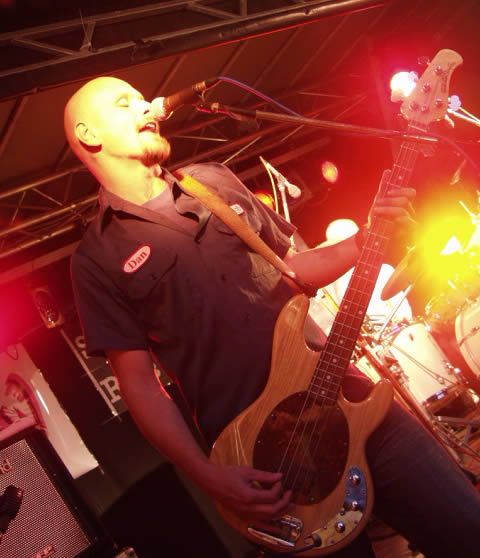
Axl Peleman, de zanger-bassist van Camden op het podium van Sjwilie Rock .03

Camden was een Vlaamse rockgroep onder leiding van zanger-bassist Axl Peleman.
Na een carrière bij onder andere Ashbury Faith, begon Axl Peleman in 1999 met een eigen project, Camden. Naast Peleman maken ook Mario Pesic en de ex-Clouseau-drummer Michael Schack deel uit van de groep.
In 2001 verscheen de eerste full-CD, Miscellaneous, waaruit de singles Black paper, black ink, Snapshot en That's just me kwamen. Vooral live was de groep erg succesvol. Eind 2003 verscheen een nieuwe single he Kids (Survived the Nineties) uit de nieuwe CD Rai Jin die in maart 2004 zou verschijnen. In de periode oktober 2003 en juni 2004 deed Camden een theatertour langs diverse culturele centra.

## Discografie
- 2001 : Miscellaneous (full CD)
- 2001 : Black paper, black ink (single)
- 2001 : Snapshot (single)
- 2002 : That's just me (single)
- 2002 : Where is my mind (single)
- 2003 : The kids (survived the nineties) (single)
- 2004 : Rai Jin (full double CD)
- 2004 : Not in my name (single)
- 2004 : Anti rock and roll hero (promosingle)